# Flughafen Leknes

i7
i11
i13
Der Flughafen Leknes (norw. Leknes lufthavn) ist ein Regionalflughafen auf der Lofot-Insel Vestvågøy in Norwegen. Die Start- und Landebahn hat eine Länge von 1070 m und befindet sich nördlich des Ortes Leknes. Der Flughafen wurde 1972 eröffnet und wird von Avinor betrieben. 